# Tim Mara

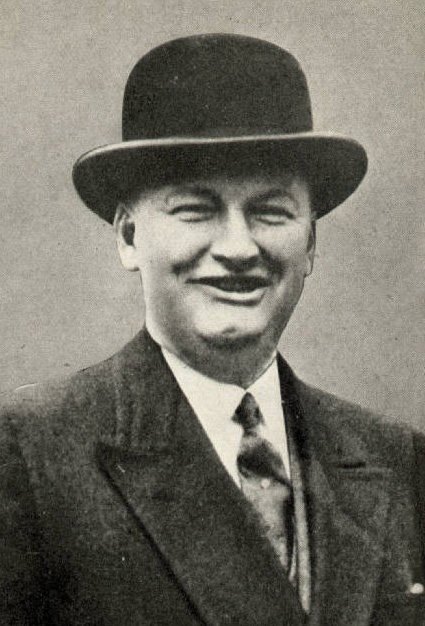
Tim Mara, 1930

Timothy James „Tim“ Mara (* 29. Juli 1887 in New York City; † 16. Februar 1959, ebenda) war ein US-amerikanischer Funktionär im American Football. Er war der Gründer und Eigentümer der New York Giants aus der National Football League (NFL).

## Leben

### Jugend
Die Vorfahren von Tim Mara stammten aus Irland. Bereits im Alter von 13 Jahren arbeitete er in einem Kino als Platzanweiser. Als Zeitungsverkäufer hatte er Kontakt zu Buchmachern, für die er gegen eine Umsatzbeteiligung Wetten verkaufte. Private Wetten waren zu diesem Zeitpunkt in New York City legal. Im Alter von 18 Jahren machte er sich als Buchmacher selbständig und hatte sich bereits ein ansehnliches Vermögen erarbeitet.

### Gründung der New York Giants
Die American Professional Football Association hatte 1920 ihren Spielbetrieb aufgenommen. Zwei Jahre später wurde die Liga in National Football League (NFL) umbenannt. Die NFL hatte in ihren Anfangsjahren finanzielle Probleme, die meisten Profimannschaften waren in Kleinstädten angesiedelt. Um neue Märkte zu erschließen, war die NFL dazu gezwungen in größere Städte zu expandieren. 1925 wandte sich Joseph Carr, der Geschäftsführer der NFL an den New Yorker Boxpromotor Billy Gibson und bot ihm an, ein Franchise für eine Mannschaft in New York zu erwerben. Der Kaufpreis lag bei 500 US-Dollar. Gibson hatte an diesem Geschäft kein Interesse und verwies Carr an seinem Bekannten Tim Mara, der seinen Boxer Gene Tunney gesponsert hatte. Tim Mara kaufte das Franchise und die New York Giants wurden gegründet.
Profifootball war zur damaligen Zeit noch wenig populär. Die Footballfans waren fast ausschließlich an College Football interessiert. Um die Popularität seines Teams zu steigern, verpflichtete Mara Jim Thorpe, der als Olympiasieger, Football- und Baseballspieler in den USA berühmt wurde, als neuen Spieler. Der erste Trainer der Mannschaft wurde Bob Folwell, den Mara bereits ein Jahr später durch Joe „Doc“ Alexander ersetzte.
Ihre Heimspiele trugen die Giants in den Polo Grounds aus. Ihren ersten NFL-Titel gewannen die Giants 1927 unter Trainer Earl Potteiger. In den Jahren 1934 und 1938 gewann Mara mit seinem Trainer Steve Owen seinen zweiten und dritten Titel. Der vierte Titelgewinn folgte 1956. Mara gelang es zahlreiche Spitzenspieler an das Team aus New York zu binden. 20 Spieler von Mara wurden nach ihrer Laufbahn in die Pro Football Hall of Fame aufgenommen. Spieler wie Ed Danowski, Jim Poole, Ray Poole, Otto Schnellbacher oder Shipwreck Kelly wurden während ihrer Karriere zum All Pro gewählt.
Obwohl die Stadt New York immer wieder die Gründung anderer Profifootballmannschaften erlebte die in direkter Konkurrenz zu den Giants standen, wie die Brooklyn Dodgers oder die New York Yankees oder die in einer Konkurrenzliga angesiedelt wurden, wie die Brooklyn Dodgers (AAFC), gelang es Mara sein Team in der Gewinnzone zu halten.
Nach seinem Tod übernahmen seine Söhne Wellington und Jack Mara die Leitung der Giants. Tim Mara wurde 1963 in die Pro Football Hall of Fame aufgenommen. Die New York Giants ehren ihn im MetLife Stadium auf dem Ring of Honor. Er starb an Herzversagen und ist auf der Gate of Heaven Cemetery in Hawthorne beerdigt.